# Падарі
Падарі (ест. Padari) — село в Естонії, входить до складу волості Вастсе-Куусте, повіту Пилвамаа.